# 13850 Erman
13850 Erman eller 1999 XO88 är en asteroid i huvudbältet som upptäcktes den 7 december 1999 av LINEAR i Socorro County, New Mexico. Den är uppkallad efter Sister Dolores Erman.